# Punta Rognosa di Sestriere
Punta Rognosa di Sestriere – szczyt w Alpach Kotyjskich, części Alp Zachodnich. Leży w północno-zachodnich Włoszech w regionie Piemont, blisko granicy z Francją. Szczyt można zdobyć drogą z miejscowości Sestriere przez przełęcz Colle del Sestriere.